# Ростовский, Яцек
Яцек Ростовский (англ. Jacek Rostowski; род. 30 августа 1960 года) — экономист, министр финансов Польши с 2007 по 2013 год. Также в 2013 году занимал пост заместителя премьер-министра Польши.

## Образование
Яцек Ростовский родился в еврейско-польской семье эмигрантов в Лондоне. Ростовский посещал Вестминстерскую школу в Лондоне.
В 1972 получил степень бакалавра международных отношений, а в 1973 году степень магистра искусств в области экономики и истории в Университетском колледже Лондона. В 1975 году получил степень магистра наук в области экономики в Лондонской школе экономики и политических наук.
Свободно владеет польским, английским и французским языками.

## Политическая карьера
С 1989 по 1991 год Ростовский был советником вице-премьера и министра финансов Польши Лешека Бальцеровича. С 1997 по 2000 год Яцек был председателем Совета по макроэкономической политике при Министерстве финансов Польши. С 2002 по 2004 год стал экономическим советником в Национальном банке Польши.
В 2004 году Ростовский был назначен экономическим советником в коммерческом банке Польши Bank Pekao. В ноябре 2007 года покинул этот пост.
16 ноября 2007 года Яцек Ростовский вошёл в кабинет премьер-министра Дональда Туска, заняв пост министра финансов Польши. В 2009 году английский журнал The Banker назвал его лучшим министром финансов Европы. А в ноябре 2012 года газета Financial Times назвала Ростовского одним из трёх лучших министров финансов Европы. В 2013 году он покинул свой пост.

## Политические взгляды
Яцек Ростовский — сторонник свободного рынка. По социальным вопросам ранее он выступал против абортов и однополых гражданских союзов, однако в преддверии выборов в Европейский парламент в 2019 году Ростовский заявил, что его мнение по этим вопросам изменилось.

## Сочинения
- Макроэкономическая нестабильность в посткоммунистических странах Центральной и Восточной Европы. / [Пер. с англ.] — М. : Ad Marginem, 1997. — 463 с. : граф. — (Библиотека Московской школы политических исследований) — ISBN 5-88059-026-7